# ZoomerMedia
ZoomerMedia Limited est une entreprise médiatique canadienne fondée par le dirigeant expérimenté des médias Moses Znaimer. L'entreprise possède des intérêts dans la radio, la télévision et les médias numériques.
La société se concentre principalement sur des contenus liés au mode de vie destinés aux adultes de 45 à 65 ans (incluant les baby-boomers). Elle a été créée à la suite de l'acquisition par Znaimer d'actifs numériques et d'édition affiliés à CARP. Plus tard, l’entreprise a acquis les actifs de diffusion de S-VOX (y compris la chaîne spécialisée VisionTV), et intégré d'autres actifs privés détenus directement par Znaimer (dont trois stations de radio de Toronto). Dans les années 2020, ZoomerMedia a commencé à étendre ses propriétés numériques visant un public jeune adulte, notamment blogTO, Daily Hive, The Peak, MobileSyrup, Dished et Offside.

## Histoire
ZoomerMedia a été annoncée en février 2008 par Moses Znaimer—dirigeant expérimenté des médias canadiens récemment nommé directeur exécutif de CARP—par l'intermédiaire de ses acquisitions de Kemur Publishing et Fifty-Plus.Net International. Ces deux sociétés avaient été initialement créées par les fondateurs de CARP, Lillian et Murray Morgenthau, afin d’héberger des activités d’édition et des entreprises internet à but lucratif qui ne pouvaient pas relever directement de l’association à but non lucratif. Elles généraient des revenus pour CARP sous forme de redevances et d'autres accords commerciaux avec l'organisation. Znaimer a acquis ces entreprises pour 13,1 millions de dollars lors d'une prise de contrôle inversée, l'entreprise devenant publique sur la TSX Venture Exchange en juillet de la même année.
Le nom de l’entreprise provient du terme « zoomer », inventé en 2000 par Znaimer pour désigner les baby-boomers « débordants d’énergie » qui souhaitent rester actifs après la retraite ; ainsi, ses activités consisteraient en des entreprises ciblant les personnes âgées de 45 à 65 ans,. ZoomerMedia maintiendrait ses liens avec CARP, avec l’annonce du projet de relancer le magazine de l’association sous le titre Zoomer Magazine avec Suzanne Boyd comme nouvelle éditrice. La société étendrait également la marque « Zoomer » à d’autres activités visant ce public, telles que le site de réseau social Zoomer.com, ainsi que le salon-exposition ZoomerShow organisé à Toronto,.
En juin 2009, ZoomerMedia annonce un accord pour acquérir les actifs de diffusion de S-VOX, incluant les stations de télévision conventionnelles CHNU-TV et CIIT-TV, ainsi que la chaîne spécialisée VisionTV et une participation dans One, pour un montant de 25 millions de dollars. Parallèlement à l'acquisition de S-VOX, ZoomerMedia prévoit également d'intégrer MZ Media, une société privée appartenant à Znaimer qui détient les stations de radio torontoises CFMZ-FM, CFMX-FM et CFZM., À la suite de ces transactions (qui nécessitent l'approbation des actionnaires minoritaires et du Conseil de la radiodiffusion et des télécommunications canadiennes (CRTC)), Znaimer détient 66 % de la société fusionnée, et la société d'assurance Fairfax Financial possède 28 %. Toutes ces opérations ont été finalisées le 30 juin 2010.
Plus tard, ZoomerMedia déplace son siège social au 64 Jefferson Avenue.
En 2022, ZoomerMedia commence à acquérir des propriétés numériques destinées à un public jeune adulte, en achetant notamment l'éditeur de blogTO en février 2022, puis l'éditeur de Daily Hive en septembre 2022. Omri Tintpulver, responsable numérique en chef, explique que malgré son positionnement envers les jeunes adultes, blogTO continue d'atteindre une part importante du marché démographique principal de ZoomerMedia, et que ce site permet également d’élargir son audience, de développer des opportunités publicitaires « intégrées » multi-plateformes et de valoriser son expérience en matière de contenus numériques et sur les réseaux sociaux.
Le 8 février 2024, Bell Media annonce la vente de sa station de radio d'Owen Sound, CJOS-FM, à ZoomerMedia. En juin 2024, Blue Ant Media cède à ZoomerMedia le site web spécialisé en actualités mobiles et technologiques, MobileSyrup.

## Avoirs

### Télévision
Article détaillé: https://en.wikipedia.org/wiki/Joytv
Les deux stations conventionnelles de ZoomerMedia faisaient partie d'un réseau de télévision appelé Joytv jusqu'en août 2013, lorsque CIIT a été renommée « Hope TV » et a cessé toute programmation non religieuse. Sous la marque Joytv, elles étaient autorisées en tant que stations de télévision religieuses diffusant des programmes à caractère religieux, ainsi que des contenus familiaux et de divertissement. Toutes deux appartenaient auparavant à S-VOX. Elles avaient précédemment fait partie du réseau Omni Television, ayant été détenues initialement par Trinity Television avant leur vente à Rogers. Rogers a vendu ces deux stations à S-VOX le 31 mars 2008.
- CHNU-DT, Vancouver, British Columbia (Joytv)
- CIIT-DT, Winnipeg, Manitoba (FaithTV)[10],[11]

### Magazines
- Zoomer Magazine

### Internet
- 50Plus.com
- Zoomers.ca
- ZoomerSingles.com

### Autres
- 64 Jefferson Avenue (édifice commercial à Toronto)
- MZTV Museum of Television
- MZTV Production & Distribution
- ideaCity (conférence)
- Marketing / membre des opérations de CARP
- Zoomer Management Limited
- ZoomerCard
- ZoomerShow